# 아카호시 유스케
아카호시 유스케(일본어: 赤星 雄祐, 1994년 5월 24일~)는 일본의 축구 선수이다.

## 구단 경력
그는 2017년 시가 유나이티드 MFC에 입단했다. 2018년 일본 지역 리그의 FC 도쿠시마로 이적했다. 2019년 J3리그의 가마타마레 사누키로 이적했다.